# Френк Мак-Лафлін (яхтсмен)
Френк Мак-Лафлін (англ. Frank McLaughlin, 15 квітня 1960) — канадський яхтсмен.
Бронзовий призер Олімпійських Ігор 1988 року в класі Летючий голандець, учасник 1984 року.